# 菱刈駅
菱刈駅（ひしかりえき）は、かつて鹿児島県伊佐郡菱刈町前目（現・伊佐市菱刈前目）に設置されていた、九州旅客鉄道（JR九州）山野線の駅（廃駅）である。
山野線の廃止に伴い、1988年（昭和63年）2月1日に廃駅となった。1972年（昭和47年）までは宮崎 - 出水間で運行されていた急行「からくに」の停車駅であった。

## 歴史
菱刈町（当時）の中心駅であった。

### 年表
- 1921年（大正10年）9月11日：開業[1]。
- 1971年（昭和46年）3月1日：貨物取扱を廃止する[1]。
- 1984年（昭和59年）2月1日：荷物扱い廃止[1]。
- 1987年（昭和62年）4月1日：国鉄分割民営化により、JR九州に継承[1]。
- 1988年（昭和63年）2月1日：山野線の全線廃止に伴い、廃駅となる[1]。

## 駅構造
千鳥式ホーム2面2線を有し、側線も1本併設する地上駅であった。当駅は有人駅であり、開業時に建てられた木造駅舎があった。なお、駅前や駅構内には多数の樹木が植栽されており、盆栽の駅として知られていた。

## 廃止後の現状
駅跡地は菱刈鉄道記念公園になっている。付近には現在、Aコープひしかり店が建っているほか、日本通運の営業所も残っており、はっきりと駅跡が確認できる。以前は車掌車ヨ8000型が屋外展示されており、かつて多くのローカル線の線路沿いに見られた通称『ハエたたき』と呼ばれた電信柱もあったが、現在は車掌車は旧湯之尾駅に静態保存、電信柱は撤去された。当駅すぐそばには温泉施設もあるが、これは山野線廃止後に設置されたものである。

## 隣の駅
九州旅客鉄道（JR九州）
山野線
西菱刈駅 - 菱刈駅 - 前目駅